# Hrabstwo Iron (Wisconsin)
Hrabstwo Iron (ang. Iron County) – hrabstwo w stanie Wisconsin w Stanach Zjednoczonych.
Obszar całkowity hrabstwa obejmuje powierzchnię 919,24 mil² (2380,82 km²). Według szacunków United States Census Bureau w roku 2009 miało 6078 mieszkańców. Jego siedzibą administracyjną jest Hurley.
Hrabstwo zostało utworzone z Ashland i Oneida w 1893. Nazwa pochodzi od złóż żelaza (ang. iron).
Na obszarze hrabstwa znajdują się rzeki Bear, Flambeau, Manitowish, Montreal, Potato i Tyler Forks oraz 494 jezior.

## Miasta
- Anderson
- Carey
- Gurney
- Hurley
- Kimball
- Knight
- Mercer
- Montreal
- Oma
- Pence
- Saxon
- Sherman

## CDP
- Iron Belt
- Mercer
- Pence
- Saxon